# Завальнюк Костянтин Вікторович
Костянтин Вікторович Завальнюк (нар. 19 лютого 1963, Комарів) — український історик, краєзнавець, архівіст, кандидат історичних наук з 1998 року; член Національної спілки журналістів України та історичного клубу «Холодний Яр».

## Біографія
Народився 19 лютого 1963 року в селі Комарові Тиврівського району (тепер Урожайне Вінницького району) Вінницької області. З 1980 по 1984 рік навчався на історичному факультеті Вінницького державного педагогічного інституту імені М. Островського. У 1984—1992 роках працював учителем історії та географії. У 1991—1995 роках навчався в аспірантурі Інституту історії України НАН України. У 1993—1994 роках — архівіст відомчого архіву управління освіти Вінницької обласної державної адміністрації. З 1994 року — провідний архівіст Державного архіву Вінницької області (відділ інформації та публікації документів). У 1998 році в Інституті історії України НАН України захистив кандидатську дисертацію по темі «Українсько-білоруські зв'язки (XIX століття)» (науковий керівник Надія Шип).

## Наукова діяльність
Досліджував українсько-білоруські торговельні зв'язки XIX століття, національновизвольний повстанський рух на Правобережній Україні у 1920-х роках, культурно-мистецьку історію Поділля. Серед робіт:
- Українсько-білоруські торговельні зв'язки у першій половині XIX ст. // Історія України. — 1998, № 20. — Травень;
- Торгівля промисловими товарами між Україною та Білорусією у другій половині XIX ст. //«Український історичний журнал». — 1998, № 4;
- Отаман-галичанин Іван Голуб: повстанець і журналіст // Українська періодика: історія і сучасність. — Львів, 2003;
- Лицарі волі. Повстанський рух на Поділлі у персоналіях (20-і роки XX століття). — Вінниця, 2000;
- Трагедія отамана Волинця. — Київ; Львів, 2004 (у співавторстві);
- Останній з видатних Щеньовських. — Вінниця, 2004;
- Орел подільського краю.  — Київ; Львів, 2004 (у співавторстві);
- Життя в ім'я України [Про Володимира Мачушенка]. — Вінниця, 2005.
- Провісники волі. Літин, 2005;
- Червоний смерч над Поділлям. Вінниця, 2008 (у співавторстві).

Опублікував низку літературно-краєзнавчих розвідок про життя і творчість письменників Валер'яна Тарноградського, Леоніда Мосендза, Юрія Горліса-Горського, Якова Качури, Володимира Свідзинського та інших, брав участь в укладанні збірки документів і матеріалів «Східне Поділля в добу Центральної Ради та Гетьманату П. Скоропадського (березень 1917 р. — грудень 1918 р.)» (Вінниця, 2008).

## Премії
- Вінницька обласна журналістська премія імені Олександра Гетьмана (2000);
- Премія імені Якова Гальчевського (2012; за науково-дослідницьку діяльність)[1].